# Le Fils d'Ali Baba
Pour les articles homonymes, voir Ali Baba.
Pour plus de détails, voir Fiche technique et Distribution.
Le Fils d'Ali Baba (titre original : Son of Ali Baba) est un film américain réalisé par Kurt Neumann, sorti en 1952.

## Synopsis
À Bagdad, Kashma Baba, fils du riche Ali, a recueilli une jeune fille, Kiki, qui se prétend être la servante de la princesse Azura. Elle affirme qu'elle s'est enfuie du harem du calife, là où elle a été enfermée avec sa maîtresse. Pour la soustraire aux recherches du calife, Kashma emmène la fille dans le palais de son père...

## Fiche technique
- Titre original : Son of Ali Baba
- Réalisation : Kurt Neumann
- Scénario : Gerald Drayson Adams d'après une histoire de Gerald Drayson Adams
- Directeur de la photographie : Maury Gertsman
- Montage : Virgil W. Vogel
- Musique : Herman Stein (non crédité)
- Costumes : Rosemary Odell
- Production : Leonard Goldstein
- Genre : Film d'action, Film d'aventure
- Pays de production :  États-Unis
- Durée : 75 minutes
- Dates de sortie :
  - États-Unis : 15 août 1952 (New York)
  - États-Unis :  septembre 1952

## Distribution
- Tony Curtis (VF : Hubert Noël) : Kashma Baba
- Piper Laurie (VF : Gilberte Aubry) : Princesse Azura of Fez dite « Kiki »
- Susan Cabot : Tala
- William Reynolds (VF : Michel François) : Mustapha
- Hugh O'Brian (VF : Roger Rudel) : Hussein
- Victor Jory (VF : Maurice Dorléac) : Caliph
- Gerald Mohr (VF : Jean Violette) : Capitaine Youssef
- Robert Barrat (VF : Georges Hubert) : le commandant
- Leon Belasco (VF : Maurice Nazil) : Babu
- Morris Ankrum (VF : Jacques Berlioz) : Ali Baba
- Henry Corden (VF : Jean-Henri Chambois) : Capitaine Baka

Acteurs non crédités :
- Barbara Knudson : Theda
- Gregg Palmer (VF : Roland Ménard) : Farouk
- Philip Van Zandt (VF : Claude Péran) : Kareeb
- Katherine Warren (VF : Hélène Tossy) : Princesse Karma